# Teminabuan Airport
Teminabuan Airport är en flygplats i Indonesien.   Den ligger i provinsen Papua, i den östra delen av landet, 2 800 km öster om huvudstaden Jakarta. Teminabuan Airport ligger 46 meter över havet.
Terrängen runt Teminabuan Airport är platt åt sydväst, men åt nordost är den kuperad. Runt Teminabuan Airport är det mycket glesbefolkat, med 5 invånare per kvadratkilometer. I omgivningarna runt Teminabuan Airport växer i huvudsak städsegrön lövskog.